# Andrelton Simmons
Andrelton A. Simmons (nacido el 4 de septiembre de 1989) es un campocorto curazoleño de béisbol profesional que pertenece a los Dorados de Chihuahua de la Liga Mexicana de Beisbol. Anteriormente jugó con los Atlanta Braves, Los Angeles Angels, Los Chicago Cubs y los Minnesota Twins. Es reconocido por su gran habilidad defensiva, por lo que ha ganado cuatro Guantes de Oro, incluyendo dos consecutivos (2013-2014), y seis Premio Fielding Bible.

## Inicios
Simmons jugó béisbol juvenil junto a dos compatriotas curazoleños, Kenley Jansen y Didi Gregorius, así como básquet y fútbol.

## Carrera profesional

### Atlanta Braves
Simmons fue reclutado por los Bravos de Atlanta en la segunda ronda del draft de 2010 proveniente del Western Oklahoma State College.
Antes de la temporada 2012, fue considerado el cuarto mejor prospecto de los Bravos de acuerdo con Baseball America. Fue clasificado 92do en todo el béisbol. Durante los entrenamientos de primavera compitió con Tyler Pastornicky por el puesto titular de campocorto. El 30 de mayo de 2012, los Bravos llamaron a Simmons a Grandes Ligas, y debutó el 2 de junio contra los Nacionales de Washington. Conectó su primer hit, un doble, el 3 de junio, y fue nombrado Novato del Mes de junio de la Liga Nacional después de batear para promedio de .333 con seis dobles, tres jonrones y 14 carreras impulsadas en 25 juegos de dicho mes. Lideró a todos los novatos de la Liga Nacional en promedio de bateo y en porcentaje de embasarse. Simmons también ganó elogios por su excelente defensa, y es considerado como posiblemente el mejor campocorto defensivo en el juego. El 8 de julio de 2012, durante un juego contra los Filis de Filadelfia, sufrió una fractura no desplazada del quinto metacarpiano de la mano derecha mientras se deslizaba de cabeza en la segunda base, por lo que el 9 de julio fue colocado en la lista de lesionados de 15 días.
En 2013, Simmons jugó para el Reino de los Países Bajos en el Clásico Mundial de Béisbol. El 4 de junio de 2013, conectó su primer hit ganador. Terminó la temporada 2013 con el más alto número registrado de Carreras Defensivas Salvadas en un año y recibió el Guante de Oro, el Premio Fielding Bible y el Rawlings Platinum Glove Award por su trabajo defensivo de la temporada.
El 20 de febrero de 2014, los Bravos firmaron a Simmons a un acuerdo de siete años por valor de $ 58 millones. A finales de año, Simmons y el entonces compañero de equipo Jason Heyward ganaron el Guante de Oro y el Fielding Bible por sus respectivas posiciones.
En agosto de 2015, Simmons se vio obligado a perderse seis partidos después de haber sufrido una lesión en el pulgar durante un juego contra los Filis de Filadelfia.

### Los Angeles Angels of Anaheim
El 12 de noviembre de 2015 fue traspasado a Los Angeles Angels of Anaheim junto al receptor José Briceño, a cambio de Erick Aybar, Sean Newcomb, Chris Ellis y dinero en efectivo.
El 8 de mayo de 2016, Simmons sufrió una lesión en el pulgar de su mano izquierda que le obligó a pasar por el quirófano, por lo que fue colocado en la lista de lesionados con posible fecha de retorno para el mes de julio. Sin embargo, fue reactivado el 15 de junio, y culminó la temporada con promedio de .281, cuatro jonrones y 44 impulsadas, además de recibir su cuarto Premio Fielding Bible consecutivo.
En 2017, registró promedio de .278 con 14 jonrones, 69 impulsadas y 19 bases robadas. Quedó en el octavo lugar en la votación al Jugador Más Valioso de la Liga Americana y ganó su tercer Guante de Oro.
En 2018, Simmons registró promedio de .292 con 11 jonrones y 75 impulsadas, y fue premiado con su cuarto Guante de Oro.
En 2019, Simmons registró promedio de .264 con siete jonrones y 40 impulsadas en solo 398 turnos al bate, debido a recurrentes lesiones en un tobillo.
El 22 de septiembre de 2020, luego de batear para promedio de .297 con 10 impulsadas y 19 anotadas, Simmons anunció que no jugaría del resto de la temporada 2020 debido a preocupaciones relacionadas con la pandemia de COVID-19.

### Minnesota Twins
El 31 de enero de 2021, Simmons firmó un contrato de un año y $10.5 millones con los Mellizos de Minnesota. Terminó la temporada 2021 con un promedio de bateo de .223, tres jonrones, 31 carreras impulsadas, una base robada y .558 de OPS, el más bajo de su carrera.